# سن-فرانسوا-دو-لیل-دورلئان، کبک
سن-فرانسوا-دو-لیل-دورلئان (به فرانسوی: Saint-François-de-l'Île-d'Orléans) شهری در منطقه شهری لیل-دورلئان ناحیه کاپیتل-ناسیونال در استان کبک کانادا است. در سرشماری سال ۲۰۱۱ این شهر ۵۲۸ نفر جمعیت داشته‌است و مساحت آن ۳۰٫۷۶ کیلومتر مربع است.